# James Ryan (1887–1957)
James Ryan (ur. 8 lutego 1887 w Masterton, zm. 17 lipca 1957 w Feilding) – nowozelandzki rugbysta grający w formacji ataku, reprezentant kraju.
Wraz z sześcioma braćmi związany był z Petone Rugby Club, został także wybrany do regionalnego zespołu Wellington, którego barw bronił przez jedenaście kolejnych sezonów.
W 1910 roku został powołany do reprezentacji kraju i podczas tournée do Australii zagrał w pięciu spotkaniach, na pozycjach obrońcy, środkowego i łącznika ataku, w tym w przegranym testmeczu z Australią. Ponownie w All Blacks znalazł się w 1914 roku i podczas wyprawy do Australii jako środkowy ataku wystąpił w dziesięciu z jedenastu spotkań, w tym we wszystkich trzech testmeczach.
Po wybuchu I wojny światowej służył w Otago Infantry Regiment. W 1919 roku jako kapitan poprowadził wojskowy zespół Nowej Zelandii do zwycięstwa w King’s Cup – rozgrywkach rugby z udziałem drużyn australijskich, kanadyjskich, brytyjskich i południowoafrykańskich. Znalazł się następnie w składzie tej drużyny na tournée po Południowej Afryce.
W 1920 roku zagrał jeden mecz dla Wellington i trzy dla Manawatu. Aktywnym zawodnikiem był do 1923 roku, po czym działał jako selekcjoner i trener Manawatu.
Jego bracia Eddie, Joe, Michael i Bill również byli reprezentantami Wellington, jego syn Bernie z kolei grał dla Nelson i Manawatu.